# San Isidro, Zongolica
San Isidro är en ort i Mexiko.   Den ligger i kommunen Zongolica och delstaten Veracruz, i den sydöstra delen av landet, 250 km öster om huvudstaden Mexico City. San Isidro ligger 1 363 meter över havet och antalet invånare är 313.
Terrängen runt San Isidro är bergig västerut, men österut är den kuperad. Runt San Isidro är det ganska tätbefolkat, med 222 invånare per kvadratkilometer. Närmaste större samhälle är Zongolica, 15,3 km nordväst om San Isidro. I omgivningarna runt San Isidro växer i huvudsak städsegrön lövskog.